# Avortement au Qatar
L'avortement au Qatar est illégal dans certaines circonstances. Selon le code pénal du Qatar, une femme qui provoque son avortement ou qui consent à un avortement encourt jusqu'à cinq ans d'emprisonnement. Les personnes qui pratiquent un avortement illégal sur une femme encourent jusqu'à cinq ans d'emprisonnement si elle y consent, et jusqu'à dix ans si l'avortement est pratiqué sans son consentement.

## Cadre légal
Historiquement, l'avortement n'est autorisé dans la société qatarienne que si la grossesse est considérée comme mettant en danger la vie de la mère. Le code pénal du Qatar ratifie cette convention en 1971 en offrant un cadre légal à l'avortement dans les cas où l'intervention peut sauver la vie de la mère. Une loi officialisée en 1983 complète la précédente en indiquant que les avortements peuvent être légalement pratiqués pour les grossesses de moins de quatre mois si la grossesse risque de causer de graves dommages à la santé de la mère si elle se poursuit, ou s'il y a des preuves que l'enfant à naître porte une maladie incurable, une déficience mentale ou physique et si les deux parents consentent à l'avortement. L'avortement doit d'abord être recommandé par une commission médicale composée de trois spécialistes avant de pouvoir être pratiqué. Selon la loi, les avortements doivent être pratiqués dans un hôpital public. 

## Pratique
La plupart des avortements pratiqués par des résidents du Qatar s'effectuent dans le pays plutôt qu'à l'étranger. Ils se pratiquent parfois par des femmes enceintes hors mariage en conséquence directe de l'illégalité de donner naissance à un enfant hors mariage.